# Jürgen Groß
Jürgen Siegmar Franz Groß (* 4. Juni 1946 in Brandenburg an der Havel) ist ein deutscher Dramaturg, Theaterregisseur und Dramatiker. Er war der Hausautor des Maxim-Gorki-Theaters in Berlin. Sein bekanntestes Werk ist Match, das von einer Gruppe Jugendlicher in einer Extremsituation handelt.

## Leben
Jürgen Groß wurde 1946 in Brandenburg an der Havel geboren. Sein Vater war ein Tapezierer, der im Nationalsozialismus als kommunistischer Widerstandskämpfer in einem KZ inhaftiert war und 1960 starb.
Jürgen Groß verlebte seine Kindheit und Jugend in Brandenburg/Havel und in Kyritz. Sein Abitur legte er 1965 an der Kinder- und Jugendsportschule Brandenburg/Havel ab.
In den Jahren 1965 bis 1967 arbeitete er als Bühnenhilfsarbeiter, künstlerischer Leiter eines Laientheaters und Regieassistent beim Deutschen Fernsehfunk. In dieser Zeit heiratete er, und 1967 kam seine Tochter zur Welt. Im selben Jahr begann er ein Studium der Theaterwissenschaft an der Berliner Humboldt-Universität. Diese mit Diplom erfolgreich abgeschlossene Ausbildung dauerte bis 1971.
Nach erster Theaterpraxis 1971 als Studiobühnenleiter an den Städtischen Theatern Karl-Marx-Stadt und der Geburt seines Sohnes 1972 war er von 1972 bis 1974 am Meininger Theater als 1. Dramaturg und Regisseur engagiert. Danach war er von 1974 bis 1977 wissenschaftlicher Aspirant an der Berliner Humboldt-Universität bei Rudolf Münz.
Ins Jahr 1974 fiel sein erstes selbstverfasstes Werk fürs Theater, das Kinderstück Stadt der Kinder, das von einem thüringischen Laientheater uraufgeführt wurde. Obwohl Groß sein Hauptaugenmerk nicht auf das Kinder- und Jugendtheater richtete, blieb er dem Segment nicht fern und entwickelte zum Beispiel 1991 zusammen mit der Kinder- und Jugendbuchautorin Brigitte Werner das musikalische Jugendtheaterstück Arme Teufel.
Nachdem die Familie 1975 nach Neuenhagen bei Berlin umgezogen war, begann Groß intensiv zu schreiben. Als erstes Erwachsenenstück legte er 1976 Trampelpfad vor, wobei er auf einen Kurzroman von Daniil Granin zurückgriff. Die Uraufführung erfolgte im darauffolgenden Jahr. Nebenher war er 1977/78 als Fachgebietsleiter Schauspiel bei der Direktion für Theater und Orchester in Berlin angestellt.
Der aussichtsreiche Neu-Autor erhielt einen Förderungsvertrag, dessen Ergebnis 1978 das vielbeachtete Stück Match war, das ihm zu einem Engagement als Hausautor am Maxim-Gorki-Theater Berlin verhalf. Insgesamt fünf Jahre, bis 1983, blieb er bei diesem Theater, danach wirkte er als freischaffender Schriftsteller.
Sein erstes Lustspiel Revisor oder Katze aus dem Sack entstand bereits im Sommer 1981, in den Folgejahren nahm er nur Umstellungen vor, und im August 1988 erklärte er es für abgeschlossen. Während die Uraufführung im Januar 1989 am Deutsch-Sorbischen Volkstheater Bautzen noch unbeanstandet blieb, wurde die wenig später am Potsdamer Hans Otto Theater dargebotene Inszenierung nach drei Aufführungen verboten, weil sich die dortigen Stadtoberen vorgeführt fühlten.
Jürgen Groß ging 1990 nach Gelsenkirchen, kehrte aber 1995 in das ehemalige Staatsgebiet der DDR zurück, und zwar ins mecklenburgische Hohen Woos.

## Werk
Jürgen Groß meinte in einem Zeitungsinterview zu seinem inneren Antrieb: „Das Schreiben von Stücken ist für mich lustvolle Entdeckungsarbeit, ein Suchen im Fragen.“ An anderer Stelle erklärte er die seinen Stücken innewohnende Intension: „Gemeinsames in meinen Stücken ist meine Haltung zu meiner Gesellschaft, mein Standpunkt: gesellschaftliche Prozesse durchschaubar zu machen, Veränderlichkeit und Veränderbarkeit zu behaupten, unsere Welt nicht als Endentwicklung auf frohsinnige Weise zu beschreiben, historisch Notwendiges aufzubrechen, meine Figuren in schmerzhafter Kenntnis und Erkenntnis Aufbrüche und existentielle Herausforderungen bestehen oder nicht bestehen zu lassen.“
Gudrun Klatt charakterisierte Groß in einem Nachwort als einen Autor, der fortwährend an sich arbeite und sich ihm existentiell erscheinende Stoffe und Themen vornehme. Sie ergänzte: „Daß Groß diese individuelle Schreibmotivation zugleich mit einem belehrend-aufklärerischen Pathos, das an den Zuschauer gerichtet ist, verbindet, deutet auf sein Selbstverständnis als Stückeschreiber. Jürgen Groß besteht auf der Erziehungsfunktion von Theater, und er setzt dabei vorrangig auf kathartische Wirkungen.“
Groß gehört laut Peter Reichel, einem anderen Nachwortautor, zu den „Sachverwaltern ihrer Generation“, wie Thematik, Konflikt, Figurenensemble und Publikumszuspruch unschwer erkennen ließen.
Sein bekanntestes Stück Match handelt von einer Gruppe Jugendlicher, die – vor einem Polizeieinsatz Reißaus nehmend – an einem Zufluchtsort zusammenkommt, an dem ein jeder seine Lebenseinstellung offenbart. Reichel schrieb in seinem Nachwort, es gehe darin um die „Lebensprobleme junger DDR-Bürger“. Er zog eine Parallele unter anderem zu Ulrich Plenzdorfs Die neuen Leiden des jungen W.
Groß bediene sich in Match „der Methode, Identifikation mit den Figuren zu ermöglichen, damit sie gleichzeitig kritisierbar werden in Haltung und Verhalten“, stellte Christa Neubert-Herwig in der Fachzeitschrift Germanistik fest. Zu Match selbst sowie zum Rezeptionsverhalten Jugendlicher existieren neben einer ganzen Reihe Sekundärliteratur auch Untersuchungen von Kultursoziologen.
Groß gab an, Bertolt Brecht sei sein Vorbild. Der Titel seines Weltkriegsstücks Asche im Mund geht auf ein Brecht-Zitat zurück, welches auch als Motto vorangestellt ist. Die bezüglich des Stückes Motzek, dessen Protagonist seine Nazi-Vergangenheit verschleiert, von Gudrun Klatt herangezogenen Vergleiche sind Heiner Müllers Lohndrücker und Volker Brauns Hinze und Kunze.
Jürgen Groß’ Stücke erfuhren Inszenierungen im In- und Ausland und Übersetzungen in sechs Sprachen. Sie sind überwiegend in der jeweiligen Entstehungszeit (Jetztzeit) und in der DDR angesiedelt und dem Sozialistischen Realismus zuzurechnen.

## Theaterstücke

### Veröffentlichte Stücke
- Trampelpfad. Stück für zwei Personen (nach Daniiel Granins Kurzroman „Regen in einer fremden Stadt“). Bauer, Berlin 1976. (UA 1977)
- Match. Schauspiel. Henschelverlag Kunst und Gesellschaft, Henschel Schauspiel, Berlin 1978.
- Geburtstagsgäste. Volksstück. Henschelverlag Kunst und Gesellschaft, Henschel Schauspiel, Berlin 1980.
- Trampelpfad. Stück für zwei Personen (nach Daniiel Granins Kurzroman „Regen in einer fremden Stadt“). In: Neue DDR-Dramatik. […] (= Dialog). Henschelverlag Kunst und Gesellschaft, Berlin 1981, S. 7–39.
- Blinder Eifer. Groteskes Dreistückewerk. Henschelverlag Kunst und Gesellschaft, Henschel Schauspiel, Berlin 1981. (Darin die Einakter: Bruno der Erste, John Blake und Lieben Sie Tschaikowski?)
- Die Diebin und die Lügnerin. Schauspiel. Henschelverlag Kunst und Gesellschaft, Henschel Schauspiel, Berlin 1982.
- Denkmal. Schauspiel. Henschelverlag Kunst und Gesellschaft, Henschel Schauspiel, Berlin 1983.
- Match/Geburtstagsgäste/Denkmal. In: Stücke. Match. Geburtstagsgäste. Denkmal (= Dialog). Mit einem Nachwort von Gudrun Klatt. Henschelverlag Kunst und Gesellschaft, Berlin 1984.
- Revisor oder Katze aus dem Sack. Lustspiel. Henschelverlag Kunst und Gesellschaft, Henschel Schauspiel, Berlin 1989.
- Match. In: Die Übergangsgesellschaft. Stücke der achtziger Jahre aus der DDR (= Reclams Universal-Bibliothek; Band 1301; Belletristik). Herausgegeben und mit einem Nachwort von Peter Reichel. Verlag Philipp Reclam jun., Leipzig 1989, ISBN 3-379-00447-2, S. 150–203.
- Motzek/Asche im Mund. In: Motzek. Asche im Mund. Zwei Stücke (= Dialog). Mit einem Nachwort von Gudrun Klatt. Henschelverlag Kunst und Gesellschaft, Berlin 1989, ISBN 3-362-00406-7.
- Die Parteibraut. Ein Trauerspiel. Bauer, Berlin 1989.
- Die Eisbeindame. Ein unglaubliches Stück mit Musik und bunten Uniformen. Bauer, Berlin 1989.
- Mit Brigitte Werner: Arme Teufel. Stück mit Musik. Henschel Schauspiel, Berlin 1991.

### Stückabdrucke inTheater der Zeit
- Match. In: Heft 11, November 1978, S. 53–64. (UA 20. September 1978 Studiobühne Maxim Gorki Theater, Regie: Wolfram Krempel)
- Geburtstagsgäste.  In: Heft 4, April 1980, S. 59–72. (UA 25. Januar 1980 Maxim Gorki Theater, Regie: Wolfram Krempel)
- Die Diebin und die Lügnerin. In: Heft 6, Juni 1982, S. 63–72. (UA 27. September 1982 Staatstheater Dresden, Studiotheater, Regie: Anke Heinrich)
- Denkmal. In: Heft 9, September 1983, S. 56–72. (UA 4. März 1983 Schauspielhaus Karl-Marx-Stadt, Regie: Siegfried Höchst)
- Asche im Mund. In: Heft 6, Juni 1986, S. 52–64.
- Revisor oder Katze aus dem Sack. In: Heft 3, März 1989, S. 52–64. (UA 20. Januar 1989 Deutsch-Sorbisches Volkstheater Bautzen, Regie: Hella Müller)

### Weitere Stücke (Auswahl)
- Schlacht um Helena, 1970.
- Stadt der Kinder, 1974.
- Pfui, 1993.
- Mütze, 1994.

## Lyrik
- Notierte Gedichte. Meine Lese-Reise nach Deutschland. Dietz Verlag, Berlin 1994, ISBN 3-320-01864-7.

## Filmdrehbücher
- Der Bastard. Teil 1: Von den Mühen des Überlebens. / Der Bastard. Teil 2: Von den Mühen des Lebens. DFF Berlin, 20. / 22. September 1983. (Auf DVD erhältlich.)
- Die Moorsoldaten ’33. 1984.

## Hörspiele
- Die Diebin und die Lügnerin. Radio Paris, 1984.
- Match., Rundfunk der DDR, 1988.
- Revisor oder Katze aus dem Sack. RIAS Berlin, 1989.
- Trampelpfad. RIAS Berlin, 1990.

## Auszeichnungen
- 1984: Dramatik-Preis vom Ministerium für Kultur und vom Verband der Theaterschaffenden für Motzek
- 1992: Literaturpreis der Stadt Offenbach am Main „Schriftsteller im Bücherturm“